# 収入
収入（しゅうにゅう、英: revenue）とは、多くの場合で労働の対価としての賃金を指し、個人あるいは法人が、とある手段でとある期間に得た通貨のことを指す。

## 会計上の収入の概念
計の実務における収入とは現金または現金等価物の即時的な流入額（受取額）をいう。
損益計算の方法のうち現金収支計算法（現金主義会計）では現金収入額－現金支出額＝利益と捉える。しかし、現代の企業会計では信用取引が行われるとともに、巨額の投資による固定設備を多数保有して恒久的な経済活動を行っていることが通常であり現金で損益を把握する現金収支計算法（現金主義会計）はごく一部の例外を除いて合理性がないといわれている。例外的に経済取引がほとんど現金決済のみで固定設備がないような場合には確実かつ簡便な方法である現金収支計算法（現金主義会計）が採用されることがある。

## 税法上の収入と所得
税法上は経済単位（個人または法人）が、経済活動や既存の権利の対価として、ある期間に新たに得た金銭、あるいは、動産、不動産、権利などの金銭価値換算可能な物件の総称である。収入を得るために必要な経費の支出は時期が異なるため、税法上に定める所得とは異なる概念となる。本節では所得についても述べる。

### 収入

#### 個人の収入
期間については、1ヶ月、1年を基本とすることが多く、それぞれの総額を月収（げっしゅう）、年収（ねんしゅう）と呼ぶ。
雇用されている個人（給与所得者）
労働の提供の対価として、給与・賞与ないし雇用上の福利厚生に関する給付等がこれにあたる。
事業性個人（自営）
事業によって得る売上がこれにあたる。
資産・権利を有する個人
資産・権利から利子、配当、賃貸料、権利に基づく対価などの運用益がこれにあたる。
謝礼
労働として定義付けられないサービス行為（講演、協力、手伝いなど）によって生じる報酬がこれにあたる。
相続
相続によって生じる金銭、物件がこれにあたる。
その他
保険金、給付金、くじの懸賞金などがこれにあたる。

#### 法人の収入
公法人
国、地方公共団体などの公共性団体のそれは、歳入と呼ぶことがほとんどである。
営利法人
事業によって得る売上がこれにあたる。
非営利法人
本来営利事業を目的としていない法人であっても、その予算となる原資、業務にともなって発生する利子配当、権利に基づく対価などが発生する。

### 所得
そもそも所得とは、財貨の利用によって得られる効用と人的役務（サービス）から得られる満足そのもののことを指すが、効用や満足自体は指標になりにくいため、所得税の課税物件である所得を論じるにあたっては、その効用と満足を可能にする金銭的価値によって所得の表現と代えるのが一般的である。
「所得」の語の使い方は、次の2つで大きく異なる。

#### 税法上の所得
税法上は、所得税法が典型であるが、各種の控除をした後の額をいうのが普通である。すなわち、税法上の所得とは、個人ないし法人の収入から、必要経費や税法上の控除をし、課税額を判定するために算定した額のことをさす。ただし、個人で言う手取り、法人や事業性個人で言う粗利とはまた別の概念である。

#### 日常用語としての所得
例えば、厚生労働省が実施する国民生活基礎調査では、所得のうちの多くを占める雇用者所得は、「世帯員が勤め先から支払いを受けた給料・賃金・賞与の合計金額をいい、税金や社会保険料を含む。」となっており、税引き前の額を指しており、サラリーマンの場合には、ほぼ手取り前の段階の収入額と同じである。しかし、自営業者が得る「事業所得」は収入から原価と経費を差し引いた後の額（利益）をいい、両者は異なる。
国民生活基礎調査での「所得の種類」は、次の分類による。
1. 稼働所得
雇用者所得、事業所得、農耕・畜産所得、家内労働所得をいう。
ア　雇用者所得
世帯員が勤め先から支払いを受けた給料・賃金・賞与の合計金額をいい、税金や社会保険料を含む。
なお、給料などの支払いに代えて行われた現物支給（有価証券や食事の支給など）は時価で見積もった額に換算して含めた。
イ　事業所得
世帯員が事業（農耕・畜産事業を除く。）によって得た収入から仕入原価や必要経費（税金、社会保険料を除く。以下同じ。）を差し引いた金額をいう。
ウ　農耕・畜産所得
世帯員が農耕・畜産事業によって得た収入から仕入原価や必要経費を差し引いた金額をいう。
エ　家内労働所得
世帯員が家庭内労働によって得た収入から必要経費を差し引いた金額をいう。
2. 公的年金・恩給
世帯員が年金・恩給の各制度から支給された年金額（2つ以上の制度から受給している場合は、その合計金額）をいう。
3. 財産所得
世帯員の所有する土地・家屋を貸すことによって生じた収入（現物給付を含む。）から必要経費を差し引いた金額及び預貯金、公社債、株式などによって生じた利子・配当金から必要経費を差し引いた金額（源泉分離課税分を含む。）をいう。
4. 年金以外の社会保障給付金
ア　雇用保険
世帯員が受けた雇用保険法による失業給付及び船員保険法による失業保険金をいう。
イ　児童手当等
世帯員が受けた児童手当、児童扶養手当、特別児童扶養手当等をいう。
ウ　その他の社会保障給付金
世帯員が受けた上記（2）、（4）ア、イ以外の社会保障給付金（生活保護法による扶助など）をいう。ただし、現物給付は除く。
5. 仕送り・企業年金・個人年金・その他の所得
ア　仕送り
世帯員に定期的又は継続的に送られてくる仕送りをいう。
イ　企業年金・個人年金等
世帯員が一定期間保険料（掛金）を納付（支払い）したことにより年金として支給された金額をいう。
ウ　その他の所得
上記（1）～（4）、（5）ア、イ以外のもの（一時的仕送り、冠婚葬祭の祝い金・香典、各種祝い金等）をいう。

- 給与所得

給与所得者（いわゆるサラリーマン）について見ると、給与、俸給、賞与などから、給与所得額に応じて決まる給与所得控除額を差し引いたものが給与所得とされている。給与所得控除は、給与所得者の必要経費と考えることもできるが、実際に給与所得者が給与を得るのに必要となる背広や靴などの経費に比べ、はるかに控除額が大きいとされている。また、退職金については、退職手当などから勤続年数や手当て額に応じて決まる退職所得控除を差し引き、その残額の二分の一が退職所得とされるなど、収入から必要経費を差し引いたものが所得になっていないものもある。
給与などの収入から、所得税などの税、厚生年金保険料や健康保険などの社会保険料を差し引いたものが可処分所得である。給与所得者の可処分所得の計算では、必要経費にあたる給与所得控除を差し引くことは行われていない。
- 事業所得[7]
- 山林所得[8]
- 利子・配当所得
  - 利子所得[9]
  - 配当所得[10]
- 雑所得[11]
- 不動産所得[12]
- 譲渡所得[13]
- 一時所得[14]
- 退職所得[15]

### 所得格差問題

#### 雇用形態の変化
近年の日本では、若者のフリーター化、企業の雇用姿勢の変化（正社員の減少、派遣・契約社員、パート労働者など非正社員の増加）、賃金制度の変化（年功序列賃金制から成果主義へ）などの理由によって、所得（収入）格差が広がっているといわれる。OECDの統計によれば1985年から2000年にかけて貧困率が11.9%から15.3%に上昇した。（この貧困率とは、全世帯の年収の中央値の50%に満たない貧困層の割合を指す。）また、厚生労働省の所得再分配調査（2002年調査）によれば、社会保障制度による所得再分配が行われる以前の収入に対象を限ればジニ係数が上昇し、2005年には初めて0.5を超えて過去最大となった。
格差の是正については、正社員のさらなる雇用増や、正社員賃金の抑制・賃下げと非正社員の賃金上昇などが言われている。その一方で、正社員と非正社員では労働時間や責任の重さなどがまったく異なることから、賃金に格差が生じることは資本主義の社会では当然のことであり、その格差を無理に是正しようとするのは不公平だとする見方もある。なお、正社員でも中小企業と大企業では待遇が全く異なり、中小企業では「名ばかり会社員」と言われる非正社員同然の低賃金の者も少なくない｡
三菱UFJリサーチ&コンサルティングで2004年に生涯賃金について調査した結果、正社員は平均1億6000万円、非正社員は平均5250万円となっている。

#### 分野別の所得格差
性別間での所得格差、地域間での所得格差、世代間での所得格差などがある。
- 性別間での所得格差は、女性が企業において一般職ではなく総合職を志向することが多くなっていることや、未婚による長期の勤務により、近年では縮小しつつある。
- 地域間での所得格差は、地理的な特性や地域の産業構造などによって所得に差が生じる。最も所得の多い東京都は、最も所得が低い沖縄県の約2倍となっている。
- 世代間での所得格差、しばしばジニ係数の拡大の要因としてすでに退職した者の割合が高い高齢者の世帯の増加が挙げられることがある。しかし、厚生労働省の所得再分配調査によれば、高齢者の場合は年金の給付によって改善が見られたものの、所得格差の指標となるジニ係数は、30代 - 40代の男女では2002年までの15年間で最大約30%上昇し、社会保障などでの改善は見られなかったという。
- 日本では男女とも収入と結婚率の間には、明らかな相関がある。[19]特に30歳代は男性の正規就業者の未婚割合が30.7％であるのに対して、非正規就業者は75.6％となっている。[20]詳細は晩婚化、結婚#日本の民法下における結婚を参照。

## 生活保護法における収入
生活保護制度においては、次のように区分して認定される。
1. 就労に伴う収入
  1. 勤労収入
  2. 農業収入 - 金銭によらない場合もある
  3. 自営収入
  4. 不安定な就労収入
2. 就労に伴う収入以外の収入
  1. 仕送りや養育費等
  2. 定期的に支給される公の給付
  3. 臨時的に支給される公の給付
  4. 解約すれば返戻金のでる保険
  5. 不動産の処分等による臨時的収入
3. 収入として認定しないものの取扱い
  1. 冠婚葬祭の祝儀香典、慈善的金銭等
  2. 弔慰金等
  3. 特定の者に対しその障害等に着目し、精神的な慰謝激励等の目的で支給されるもの
  4. 自立更生のために使われるもの